# Inwestycja bezpośrednia
Inwestycja bezpośrednia – podejmowanie od podstaw działalności gospodarczej za granicą lub przejmowanie kontroli nad zagranicznym podmiotem. Inwestycje bezpośrednie są składową bilansu płatniczego.
W zakresie bilansu płatniczego inwestycje bezpośrednie obejmują one te inwestycje, w których inwestorzy (określani tu mianem inwestorów bezpośrednich) pragną uzyskać znaczący stopień kontroli nad przedsiębiorstwem (określanym tu przedsiębiorstwem bezpośredniego inwestowania). Mają więc charakter bardziej trwały niż inwestycje portfelowe, które charakteryzują się większą płynnością i podatnością na wpływ kapitału spekulacyjnego. W statystyce bilansu płatniczego najczęściej wykorzystywanym wskaźnikiem pozwalającym odróżnić inwestycje bezpośrednie od inwestycji portfelowych jest posiadanie tzw. trwałego wpływu na funkcjonowanie przedsiębiorstwa. Wyraża się to posiadaniem minimum 10% akcji zwykłych lub 10% głosów na walnym zgromadzeniu akcjonariuszy.
W statystyce bilansu płatniczego cechą wyróżniającą inwestycje bezpośrednie jest zasada kierunkowości (tzw. directional principle), w myśl której statystycznym kryterium podziału jest kierunek inwestycji bezpośredniej (krajowe inwestycje za granicą vs. zagraniczne inwestycje w kraju). Dla pozostałych kategorii statystyki bilansu płatniczego najistotniejszy jest podział na aktywa i pasywa. W konsekwencji, co do zasady, po ustaleniu kierunku inwestycji bezpośredniej, transakcje z różnych stron bilansu płatniczego pomiędzy podmiotami powiązanymi relacją inwestycji bezpośredniej są nettowane, czyli saldowanie (np. kredyty udzielone zagranicznej spółce-matce i kredyty otrzymane od tej samej spółki-matki zaliczane są do zagranicznych inwestycji w Polsce i nettowane).
Statystykę inwestycji bezpośrednich w Polsce prowadzi Narodowy Bank Polski (w ramach statystyki bilansu płatniczego).